# Chiitan
Chiitan☆，日本秋葉原觀光推進協會官方吉祥物，原型為同名Chiitan☆的亞洲小爪水獺。

## 來歷
2018年1月水獺Chiitan☆開始擔任高知縣須崎市觀光大使，吉祥物Chiitan☆則是以水獺Chiitan☆為原型而設計出的吉祥物，吉祥物Chiitan☆便以「觀光大使」的身分開始進行活動。

## 水獺Chiitan☆
2017年4月10日出生，是一隻被私人飼養的亞洲小爪水獺，2017年8月飼主上傳了Chiitan☆害怕游泳的影片之後在日本引起話題，隨後推出了寫真書及在千葉電視台擁有個人節目，2018年1月受邀擔任高知縣須崎市「觀光大使」一職，同時須崎市也成為史上第一座邀請動物擔任觀光大使的城市。

### 演出
- カワウソちぃたん☆が行くホントの日本（千葉電視台 2017年8月8日－） 聲優:月野もあ

### 書籍
- カワウソちぃたん（寶島社 2018年1月19日發售 ISBN 978-4-8002-7975-0）

## 吉祥物Chiitan☆
2017年12月15日出生，日本秋葉原觀光推進協會官方吉祥物，是以受任高知縣須崎市觀光大使的亞洲小爪水獺Chiitan☆為原型所設計出的吉祥物。Chiitan☆和須崎市官方吉祥物しんじょう君(Shinjo-kun)都是出自同一位設計師端広こう(Koh Hashibiro)所設計出的吉祥物角色。

### 外型特徵
Chiitan☆的形象是永遠都是0歲且沒有性別的水獺妖精，身上總掛著奶瓶，頭上戴著的是同為妖精的小烏龜カメちゃん（kame-chan）。

### 人氣
Chiitan☆可愛的外型起初並未受到關注，2018年3月Chiitan☆在推特開始上傳大量搞破壞的影片逐漸在網路上竄紅，其中最多分享的一部影片「倒れない棒買ってもらいましたっ☆」在2018年日本推特趨勢大賞中以『Most Retweeted Tweet 個人の部』授賞，並推出周邊商品、參與電視廣告演出，和手機遊戲、咖啡廳合作，更在同年9月擔任日本雜誌Popteen模特兒，在推特上也擁有128萬的粉絲。2018年Chiitan☆不僅在日本吉祥物大賽中獲得了第12名也成為了當年最受歡迎的吉祥物之一。
2018年10月，Chiitan☆經紀公司クリーブラッツ(Kleeblatt inc.)的聯營公司キャランドゥ(Charando)開始負責管理Chiitan☆的所有相關企劃。
2019年因「觀光大使」和經紀公司的「商標權」等負面新聞，Chiitan☆因此也失去了許多活動與代言，直到風波過後才陸續展開合作，並於同年9月受邀參加西班牙Japan Weekend 動漫節擔任嘉賓，即便目前鮮少出演電視節目但依舊在SNS上擁有高人氣和話題。
2021年4月Chiitan☆開始於Youtube平台陸續發布單曲，首支個人單曲為『生きていることだけで、おおむね成功』。
2022年創設個人服裝品牌CHIXERS
2023年初由Chiitan☆擔任主唱的吉祥物搖滾樂隊『ちぃたん☆KISS〜愛のROCKBAND〜』正式成立，成為了YOSHIKI弟弟林光樹創立的新廠牌EXTASY BEYOND所推出的第一組藝人，也是少數以吉祥物為主所組成的正式樂隊。

### 海外影響
2019年1月23日在美國CNN新聞中播報了Chiitan☆因激烈危險的行為而被日本民眾投訴的相關報導。
在2019年4月21日播出的《約翰奧利佛之昔日新聞報報》中，節目除了介紹Chiitan☆外還特地為しんじょう君(Shinjo-kun)創造了新搭檔——Chiijohn，外型與Chiitan☆相似並结合了主持人约翰·奥利弗的形象。

### 演出
- 《今日のココ調》（富士電視台 2018年4月11日）
- 《月曜夜未央》（日本電視台 2018年5月28日）
- 《AKBINGO!》（日本電視台 2018年8月7日）
- 《これもコラボだ！みんなでチャレンジ65》（日本電視台 2018年9月22日）
- 《NON STOP!》（富士電視台 2018年10月8日）
- 《S-PARK》「ちぃたん☆チャレンジ〜ROAD TO 2020〜」コーナー （ 富士電視台 2018年10月-）聲優: 月野もあ
- 《GURU GURU 99》（日本電視台 2018年10月11日）
- BuzzFeedJapan スイツイ （2018年10月24日）
- 《沼にハマってきいてみた》（NHK 2018年12月25日）
- 《楽屋から生あーりんTV》（AbemaTV 2018年12月27日）
- 《ももいろ歌合戦》　（AbemaTV 2018年12月31日）
- Acecook「Supercup MAX」轉學生「笑福亭鶴瓶」篇、ウェブコマーシャル100の衝撃 篇（2018年）
- 【NISSAN×S-PARK】Nissan X-Trail CM（富士電視台 2019年1月27～2月24日）
- 《緊急SOS!池の水ぜんぶ抜く大作戦》（テレビ東京 2019年2月3日）
- 《我的妖精大叔》 第5集（朝日電視台 2019年2月15日）
- 『トリカゴ スクラップマーチ』のスペシャル特番vol.3 (2019年1月21日)
- 「smart × 17 Live」 (2020年2月14日)
- 『カワウソちぃたん☆が行くホントの日本』３周年記念プレゼント第１弾( 千葉電視台 2020年8月4日)
- 《モーニングこんぱす》（千葉テレビ 2021年5月14日）
- CATCHY「アンリのAnlisten」（2023年3月13日）
- 《モーニングこんぱす》（千葉テレビ 2023年3月17日）
- 《風雲！たけし城》（2023年4月）
- 《ちぃたん☆と手越祐也のホンキでいきます(仮)》（埼玉電視台 2023年4月-）

## 爭議
2018年1月22日，須崎市受任水獺Chiitan☆為觀光大使，不是吉祥物Chiitan☆。而同名的吉祥物Chiitan☆以「觀光大使」身分活動的期間也被須崎市所默認，但由於吉祥物Chiitan☆在社群媒體上傳的內容過於激烈，受到了不少民眾電話投訴到須崎市政府，動保團體也指控吉祥物Chiitan☆影片存在著「自虐」和「暴力」等行為。
2019年1月17日，須崎市政府終止了水獺Chiitan☆擔任觀光大使一職，更否認了與吉祥物Chiitan☆的合作，並要求經紀公司停止Chiitan☆的一切活動。
同年2月6日，須崎市政府以「Chiitan☆的外觀設計與該市當地官方吉祥物しんじょう君(Shinjo-kun)過於相似」提出著作權之侵害告訴，並要求Chiitan☆經紀公司停止申請海外商標註冊。
同年2月15日，受爭議影響，東京電視台取消了於該月1日宣布播出的電視動畫「妖精ちぃたん☆」。
2019年9月20日，高知縣須崎市於2月初向東京地方法院提出「要求停止使用吉祥物Chiitan☆」 的申請被駁回，Chiitan☆的外觀設計並沒有侵權。
2019年12月25日，日本知識產權高等法院裁定，駁回了高知縣須崎市對東京地方法院駁回申請不服而提出的即時抗告。
未來將可以繼續活動的吉祥物Chiitan☆所屬經紀公司表示最初使用"Chiitan☆"的設計是在須崎市許可下進行的，該市也默認了Chiitan☆參與一切商業活動，而在過程中經紀公司也一直要求希望能與須崎市達成和解，但須崎市方面除了停止使用"Chiitan☆"的設計之外，沒有其他解決方法。

## 外部連結

### 水獺Chiitan☆
- 水獺Chiitan的Twitter帳戶 （页面存档备份，存于）
- 水獺Chiitan的youtube頻道 （页面存档备份，存于）
- 水獺Chiitan的Instagram帳戶
- 水獺Chiitan的Ameba Blog（页面存档备份，存于）

### 吉祥物Chiitan☆
- 官方网站（页面存档备份，存于）
- Chiitan的X（前Twitter）
- Chiitan的Instagram帳戶
- Chiitan的Facebook專頁
- Chiitan（ちぃたん☆）的youtube频道（页面存档备份，存于）
- Chiitan的新浪微博
- Chiitan的日本FanClub（页面存档备份，存于）